# Grand Prix du Courrier picard
Le Grand Prix du Courrier picard est une ancienne course cycliste française, organisée de 1945 à 1956 autour de la ville d'Amiens, située dans le département de la Somme en région Hauts-de-France. 
C'est un quotidien régional de la presse écrite française, édité par la société anonyme Le Courrier picard, qui est à l'origine de cette course cycliste. Elle prend le nom de Tour de Picardie en 1953.

## Palmarès
| Année | Vainqueur          | Deuxième             | Troisième        |
| ----- | ------------------ | -------------------- | ---------------- |
| 1945  | Joseph Claessens   |                      |                  |
| 1946  | Maurice Quentin    | Pierre Tacca         | Yvan Marie       |
| 1947  | Roger Chupin       | André Denhez         | Gilbert Martin   |
| 1948  | Raymond Goussot    | Maurice Diot         | Raymond Louviot  |
| 1949  | Édouard Muller     | Lucien Lauk          | Georges Guillier |
| 1950  | Alphonse De Vreese | Serge Blusson        | Jean Bozec       |
| 1951  | Henk Faanhof       | André Darrigade      | Louis Caput      |
| 1952  | Jean Delahaye      | César Marcelak       | Roland Callebout |
| 1956  | Louis Déprez       | Jean-Claude Lefebvre | Lino Grassi      |